# Roger Silva
Roger Rodrigues da Silva (født 7. januar 1985) er en brasiliansk fodboldspiller.